# Arai Helmet
Pour les articles homonymes, voir Arai (homonymie).
Arai Helmet Ltd (アライヘルメット) est une entreprise japonaise spécialisée dans la fabrication de casques.

## Description
Arai est célèbre pour ses techniques de fabrication sous forme de couches stratifiées complexes, mélangeant plusieurs matériaux, y compris du kevlar. Les casques, tous assemblés à la main, répondent aux normes de sûreté, voire les dépassent.

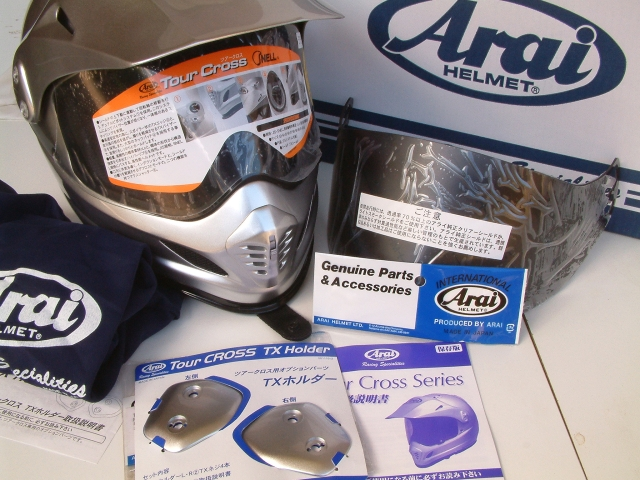
Kit Arai

## Historique
Arai, fondée en 1926 par Hirotake Arai, conçoit et fabrique des casques pour la moto, les sports automobiles et le karting. De nos jours, elle est communément considérée comme un fabricant de casques très haut de gamme.